# Ian Blackford
Ian Blackford, né le 14 mai 1961 à Édimbourg (Écosse), est un homme politique britannique, membre de la Chambre des communes du Royaume-Uni pour la circonscription de Ross, Skye and Lochaber de 2015 à 2024. 
Il est trésorier national du SNP de 1999 à 2000. Il devient chef parlementaire du Parti national écossais (SNP) en 2017. Il succède à ce poste à Angus Robertson, lequel perd son siège de député aux élections générales anticipées. Il démissionne de ses fonctions en décembre 2022 pour être remplacé par Stephen Flynn.